# División de Honor Femenina 1999-00
La División de Honor Femenina 1999-2000 fue la XII edición de la Primera División Femenina de España, organizada por la RFEF.
En Irex Puebla, actual Extremadura femenino, se proclamó campeón por primera y única vez en su historia, siendo así el único título oficial de la RFEF conquistado por el fútbol extremeño hasta la fecha.

## Sistema de competición
Para esta edición se cambió sustancialmente el formato respecto a las ligas anteriores. Para dar cabida a un número mayor de equipos de fútbol femenino se agruparon a éstos en 4 grupos diferentes en función de proximidad geográfica. En cada uno de esos grupos se disputó una competición de liguilla del que saldrían cuatro ganadores, que posteriormente se enfrentaron en semifinales a partido único, y la gran final.

## Desarrollo

### Clasificación del grupo 1[1]
| Pos | Equipo                    | Ptos |
| --- | ------------------------- | ---- |
| 1   | SD Lagunak                | 57   |
| 2   | Eibartarrak               | 56   |
| 3   | Sondika CF                | 47   |
| 4   | Oiartzun KE               | 35   |
| 5   | Añorga KKE                | 34   |
| 6   | Bilbao                    | 30   |
| 7   | Club Deportivo Anaitasuna | 29   |
| 8   | Bizkerre CF               | 28   |
| 9   | Trofeo La Amistad         | 27   |
| 10  | Dunboa Eguzki             | 15   |
| 11  | Lagun Onak                | 14   |
| 12  | San Juan                  | 12   |

### Clasificación del grupo 2[2]
| Pos | Equipo               | Ptos |
| --- | -------------------- | ---- |
| 1   | Torrejón             | 74   |
| 2   | Madrid Oeste         | 67   |
| 3   | Pozuelo              | 66   |
| 4   | Nª Señora de Belén   | 54   |
| 5   | Rosillo 75           | 43   |
| 6   | León Fútbol Femenino | 36   |
| 7   | Peña Azul            | 35   |
| 8   | Oroquieta Villaverde | 34   |
| 9   | Tres Cantos          | 31   |
| 10  | Mareo                | 27   |
| 11  | Carballedo           | 18   |
| 12  | Nueva Elipa          | 15   |
| 13  | Trobajo del Camino   | 11   |
| 14  | Ribert               | 9    |

### Clasificación del grupo 3[3]
| Pos | Equipo       | Ptos     |
| --- | ------------ | -------- |
| 1   | Levante UD   | 70       |
| 2   | RCD Espanyol | 60       |
| 3   | L'Estartit   | 53       |
| 4   | Llers        | 51       |
| 5   | CE Sabadell  | 44       |
| 6   | FC Barcelona | 41       |
| 7   | Pardinyes    | 27       |
| 8   | Cornellá     | 26       |
| 9   | Terrasa      | 23       |
| 10  | Tortosa      | 17       |
| 11  | La Canya     | 13       |
| 12  | Gamanova     | 10       |
| 13  | Blanes       | 7        |
| 14  | Torrent      | retirado |

### Participantes del grupo 4[4]
| Pos | Equipo                  | Ptos |
| --- | ----------------------- | ---- |
| 1   | Irex Puebla             | 55   |
| 2   | Híspalis                | 47   |
| 3   | CFF Estudiantes         | 45   |
| 4   | Fray Albino             | 38   |
| 5   | Nueva Ciudad            | 37   |
| 6   | Jiennense               | 35   |
| 7   | Nª Señora de la Antigua | 28   |
| 8   | Ñaque                   | 12   |
| 9   | Ronda                   | 9    |
| 10  | Mondelia                | 7    |
| 11  | Virgen de la Chanca     | 4    |

### Fase de campeones[5]
Los cuatro campeones de los grupos anteriores disputaron eliminatorias a partido único:
|  | Semifinales | Semifinales |   |  | Final       | Final |  |
|  |             |             |   |  |             |       |  |
|  |             |             |   |  |             |       |  |
|  | Irex Puebla | 4           |   |  |             |       |  |
|  | SD Lagunak  | 3           |   |  |             |       |  |
|  |             |             |   |  |             |       |  |
|  |             |             |   |  |             |       |  |
|  |             |             |   |  | Irex Puebla | 0     |  |
|  |             | AD Torrejón | 0 |  |             |       |  |
|  |             |             |   |  |             |       |  |
|  |             |             |   |  |             |       |  |
|  |             |             |   |  |             |       |  |
|  |             |             |   |  |             |       |  |
|  | AD Torrejón | 1           |   |  |             |       |  |
|  | Levante UD  | 0           |   |  |             |       |  |

El Irex Puebla ganó la final en la tanda de pentalties.